# Anthropic
Anthropic PBC is een Amerikaanse start-up voor publieke doeleinden die zich bezighoudt met kunstmatige intelligentie (artificial intelligence, AI). Het onderzoekt en ontwikkelt AI om "hun veiligheidskenmerken op het technologische vlak te bestuderen" en gebruikt dit onderzoek om veilige, betrouwbare modellen voor het publiek te implementeren. Anthropic heeft een familie van grote taalmodellen (LLM's) ontwikkeld, genaamd Claude, als concurrent van OpenAI's ChatGPT en Googles Gemini.
Anthropic werd opgericht in 2021 door voormalige leden van OpenAI, zus en broer Daniela en Dario Amodei. In september 2023 kondigde Amazon een investering van maximaal 4 miljard dollar aan, gevolgd door een toezegging van 2 miljard dollar van Google in de daaropvolgende maand.